# Palpopleura lucia
Palpopleura lucia là một loài chuồn chuồn ngô thuộc họ Libellulidae. Loài này có ở Angola, Bénin, Botswana, Burkina Faso, Cameroon, Cộng hòa Trung Phi, Chad, Comoros, Cộng hòa Dân chủ Congo, Bờ Biển Ngà, Guinea Xích Đạo, Ethiopia, Gabon, Gambia, Ghana, Guinea, Kenya, Liberia, Madagascar, Malawi, Mozambique, Namibia, Nigeria, São Tomé và Príncipe, Sierra Leone, Somalia, Nam Phi, Sudan, Tanzania, Togo, Uganda, Zambia, Zimbabwe, và có thể Burundi. Các môi trường sống tự nhiên của chúng là rừng ẩm đất thấp nhiệt đới hoặc cận nhiệt đới, vùng đất có cây bụi nhiệt đới hoặc cận nhiệt đới, sôngs ngòi, sông có nước theo mùa, đất ngập nước với cây bụi là chủ yếu, đầm lầy, hồ nước ngọt, hồ nước ngọt có nước theo mùa, đầm nước ngọt, đầm nước ngọt có nước theo mùa, và suối nước ngọt.

## Hình ảnh

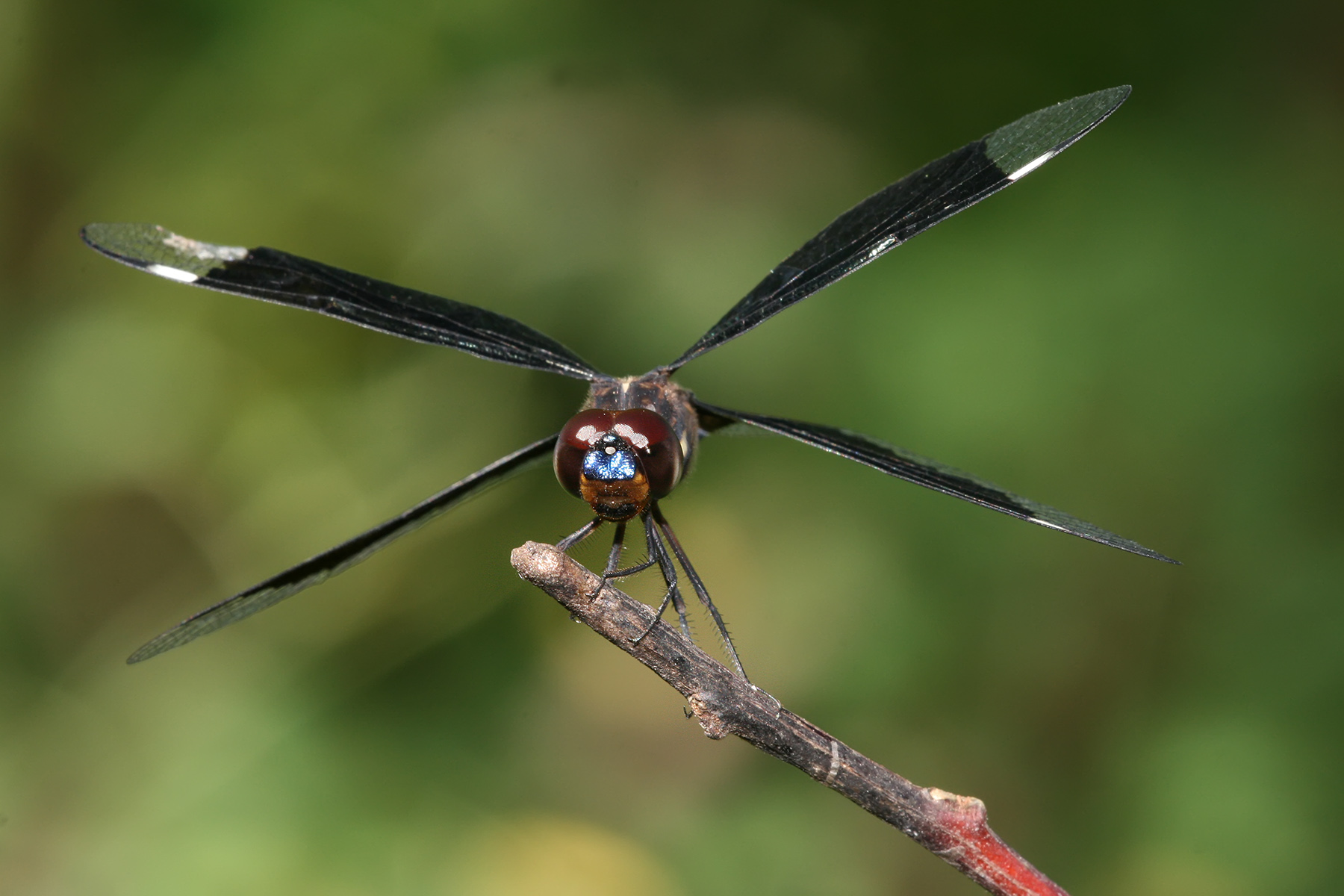
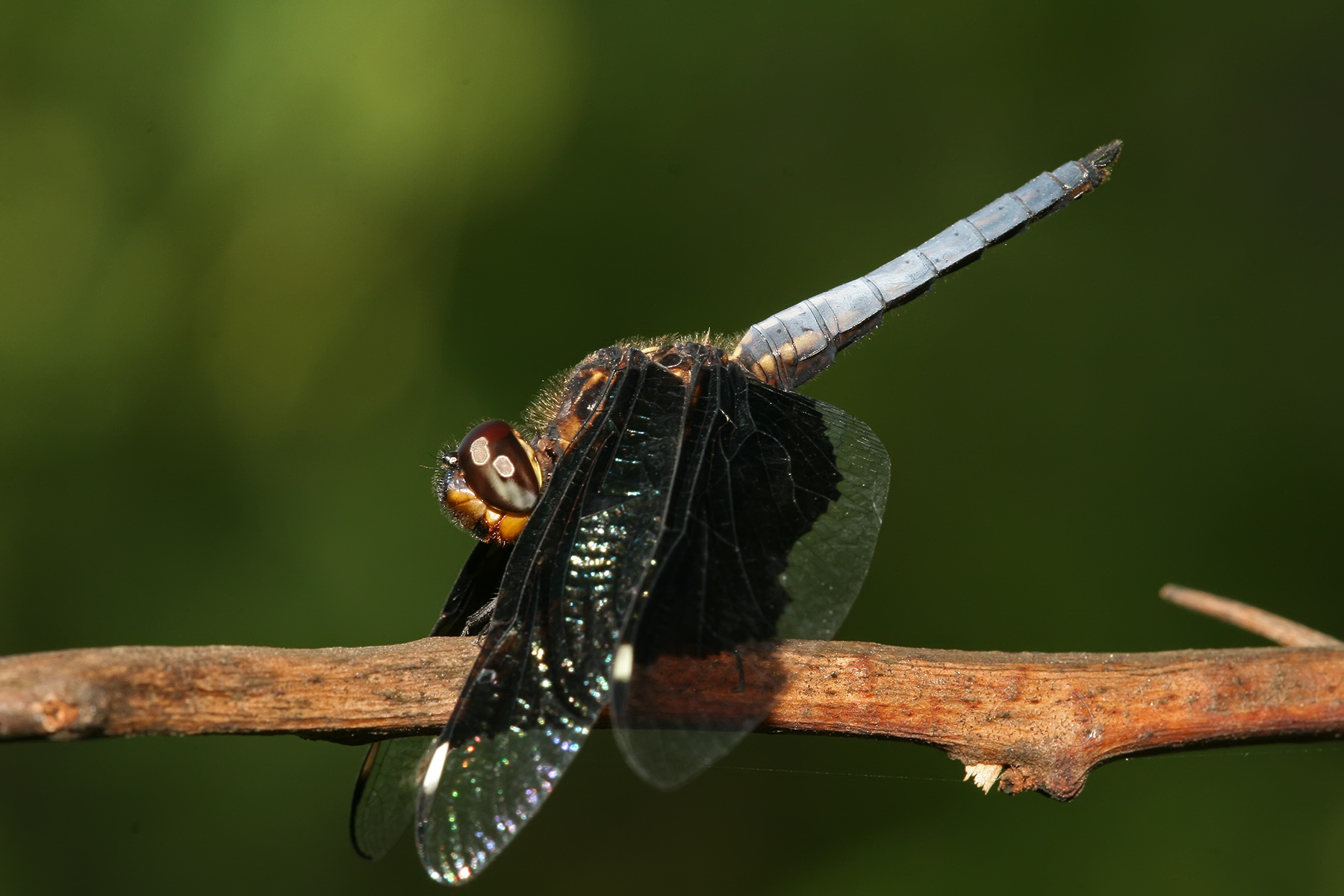
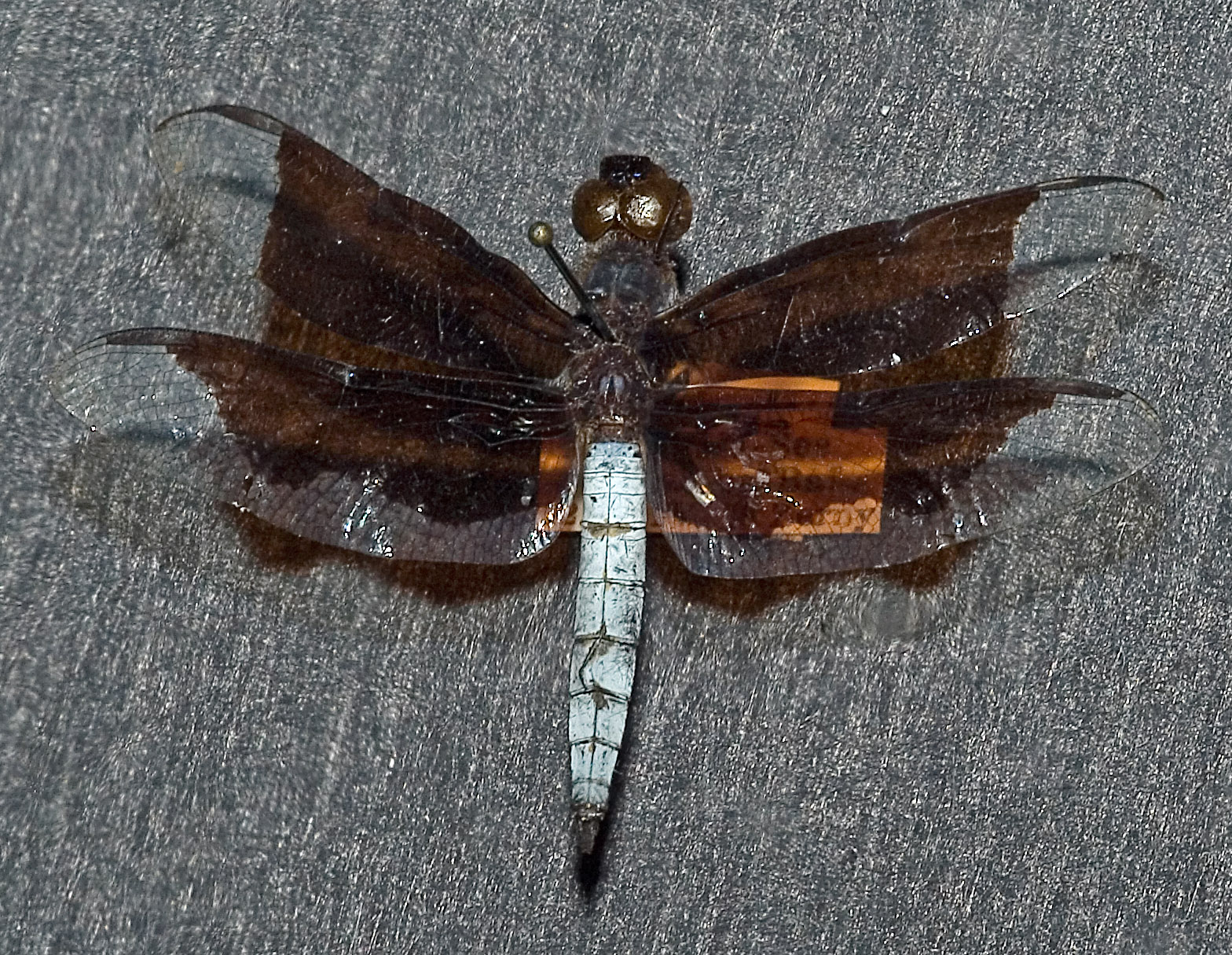
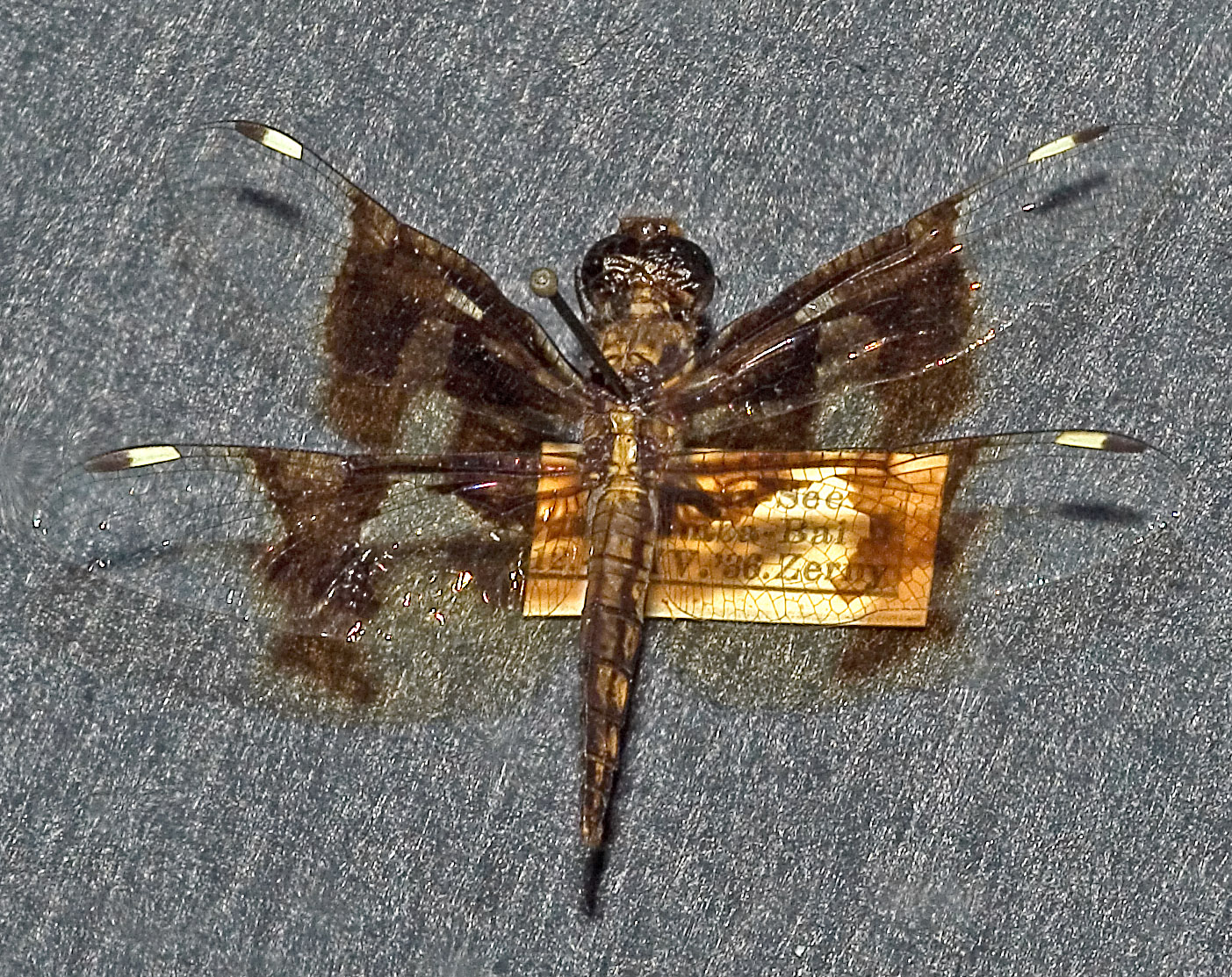